# الیو مورپورگو

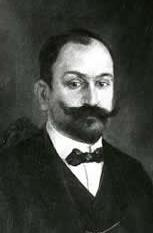
پرتره الیو مورپورگو

الیو مورپورگو (زاده ۱۰ اکتبر ۱۸۵۸ - درگذشته ۲۹ مارس ۱۹۴۴) سیاستمدار ایتالیایی، عضو مجلس سنا و مجلس نمایندگان ایتالیا و شهردار اودینه بود.

## زندگینامه
بین سالهای ۱۸۸۹ و ۱۸۹۴ مورپورگو شهردار اودینه بود. سال بعد او به عضویت اتاق نمایندگان درآمد و تا سال ۱۹۱۹ در این سمت بود. وی همچنین در این مدت معاونت «وزارت پست و تلگراف» و دو بار در «وزارت صنعت، بازرگانی و کار» بود. در سال ۱۹۲۰ به عضویت مجلس سنای ایتالیا درآمد. در سال ۱۹۴۴ مورپورگو به دلیل یهودی بودن دستگیر و در ریزیرا دی سان سابا زندانی شد، این در حالی بود که او به حزب ملی فاشیست ملحق شده بود. در همان سال او مجبور شد سوار قطار به اردوگاه کار اجباری آشویتس شود، اما در طول سفر درگذشت.